# Byssocorticium efibulatum
Byssocorticium efibulatum är en svampart som beskrevs av Hjortstam & Ryvarden 1978. Byssocorticium efibulatum ingår i släktet Byssocorticium och familjen Atheliaceae.  Arten är reproducerande i Sverige. Inga underarter finns listade i Catalogue of Life.